# Fritz Günther von Tschirschky

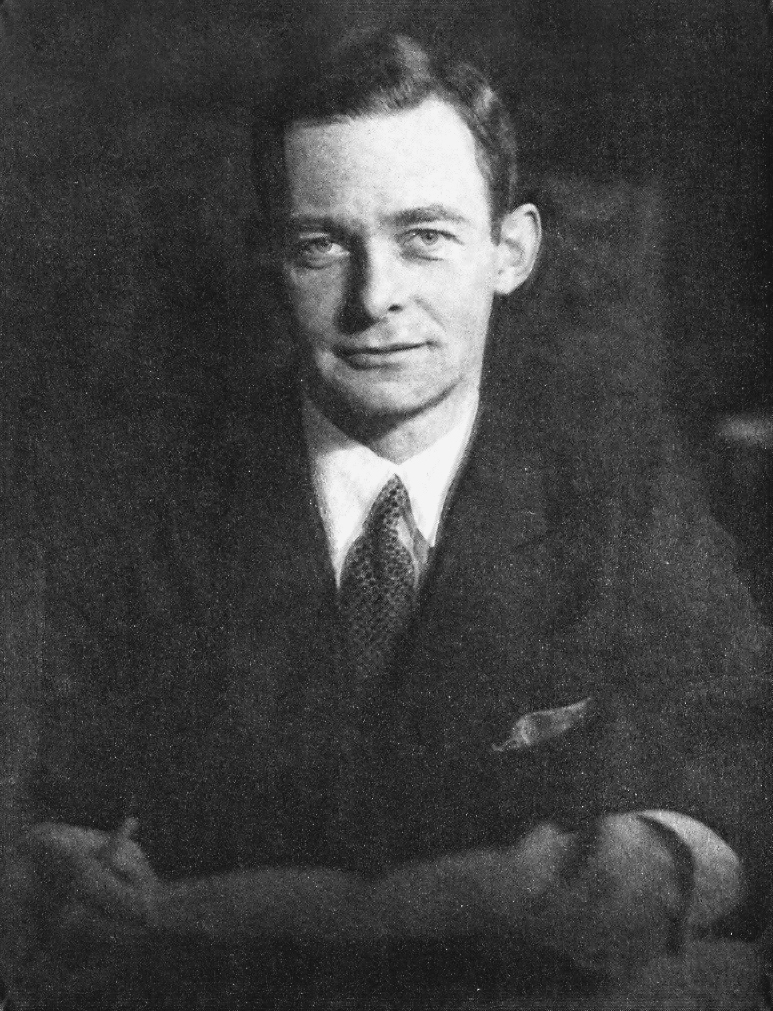
Fritz Günther von Tschirschky in der Vizekanzlei (1934)

Fritz Günther von Tschirschky und Boegendorff (* 4. Juli 1900 auf Kobelau, Landkreis Frankenstein, Provinz Schlesien; † 9. Oktober 1980 in München) war ein deutscher Diplomat und Politiker. Bekannt wurde er als Vertreter des konservativen Widerstandes gegen das nationalsozialistische Regime und als Mitarbeiter der Protokollabteilung im Auswärtigen Amt unter Konrad Adenauer.

## Leben und Wirken

### Frühe Jahre (1900–1933)

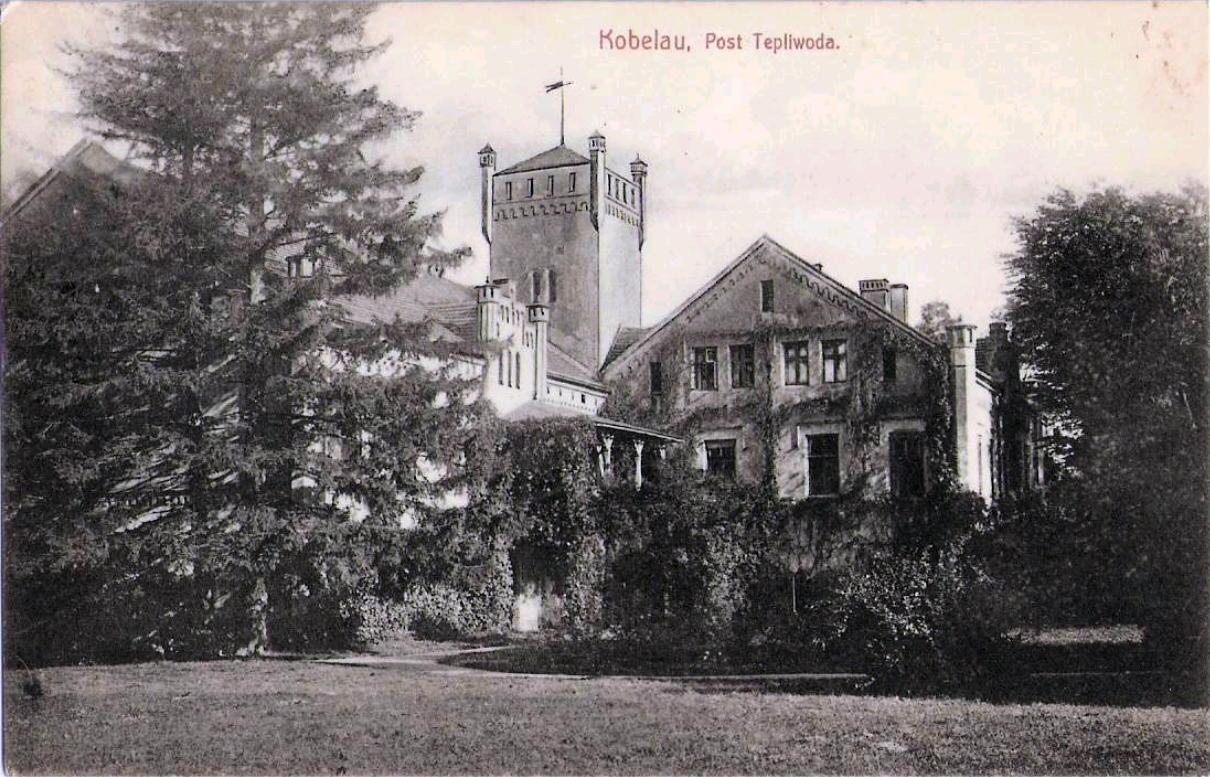
Gut Kobelau 1914

Fritz-Günther von Tschirschky und Boegendorff entstammte dem schlesischen Adelsgeschlecht Tschirschky, wurde am 4. Juli 1900 gemeinsam mit zwei Schwestern Dolly und Dory in Kobelau bei Frankenstein als Sohn des Rittergutsbesitzers Günther von Tschirschky (1860–1914) und seiner Frau Johanna Amalie von Tschierschky und Boegendorff (1866–1944), einer geborenen Gräfin von Limburg-Stirum, geboren. Früher geboren worden waren die drei älteren Brüder Bernhard, Hans Adam und Ottfried sowie die Schwester Sybilla. Der Älteste von ihnen war Marineoffizier Bernhard von Tschirschky. Später folgte noch ein weiterer Bruder, Mortimer von Tschirschky. Weitere Verwandte waren u. a. sein Onkel Heinrich von Tschirschky, der von 1907 bis 1916 als Botschafter des Deutschen Reiches in Wien amtierte, Freda Freifrau von Rechenberg, die als DNVP-Abgeordnete dem preußischen Landtag angehörte, und der niederländische Gesandte (Botschafter) in Berlin, Johan Paul van Limburg Stirum. Zur Familie gehörte auch der 1844 geborene Abgeordnete Mortimer von Tschirschky.
Tschirschky schlug nach der Schule zunächst die Offizierslaufbahn ein. Nach dem Tode seines Vaters und seiner älteren Brüder brach er diese jedoch ab, um die Verwaltung der Tschirschky'schen Familiengüter in Schlesien zu übernehmen.
Ab 1918 nahm Tschirschky am Ersten Weltkrieg teil. An der Front wurde er, da bereits zwei seiner älteren Brüder gefallen waren, entgegen seinem eigenen Wunsch, nicht verwendet. Nach dem Krieg gehörte er von Dezember 1918 bis zu seinem Ausscheiden aus der Reichswehr im April 1920 dem Freikorps Maercker an, mit dem er sich an Kämpfen gegen sozialistische Revolutionäre in Berlin und Braunschweig beteiligte und im Februar/März 1919 zu der Schutztruppe gehörte, die zur Gewährleistung des Sicherheit für die in Weimar tagenden Nationalversammlung herangezogen worden waren.
1921 heiratete er die Gutsbesitzertochter Maria Elisabeth von Löbbecke. Aus der Ehe gingen zwei Söhne und zwei Töchter hervor. Außerdem brachte Tschirschkys Ehefrau das Rittergut Költschen bei Reichenbach mit in die Ehe, das zum Stammsitz der Familie wurde. Auf dem circa 270 Hektar großen Gut lebten fünfundzwanzig Landarbeiterfamilien, die auf dem Familiengut arbeiteten. Zusätzlich zu seiner Tätigkeit als Gutsherr übernahm Tschirschky einige Ehrenämter im Umkreis: So wurde er als Vertreter der Arbeitgeber ins Arbeitsgericht des Landkreises Reichenbach gewählt, wo er als Schlichter bei Arbeitsstreitigkeiten auftrat.
Während der Zeit der Weimarer Republik unterhielt Tschirschky enge Kontakte zum Kronprinzen Wilhelm und zur Kronprinzessin Cecilie. Außerdem leitete er die schlesische Herrengesellschaft und, von 1930 bis 1932, die schlesische Abteilung des Nachrichtendienstes des Stahlhelm-Kampfbundes, ohne diesem selbst anzugehören. Obwohl er der Weimarer Republik kritisch gegenüberstand und eine Rückkehr zur Monarchie wünschte, lehnte er den Nationalsozialismus bereits zu dieser Zeit entschieden ab („Die Zusammensetzung des Namen ist ja schon der Versuch eines Betrugs. Damit will man offenbar allen nur erdenklichen politischen Einstellungen und ganz unvereinbaren Gruppen Sand in die Augen streuen. Das ist ja Bauernfängerei.“). Seiner eigenen Aussage zufolge wählte er bis 1928 die DNVP und – nachdem Alfred Hugenberg 1928 die Führung der DNVP übernommen hatte – als Protestwähler die Wirtschaftspartei, mit der ihn allerdings „kaum etwas verband.“

### Widerstand in der Vizekanzlei und in Wien (1933–1935)

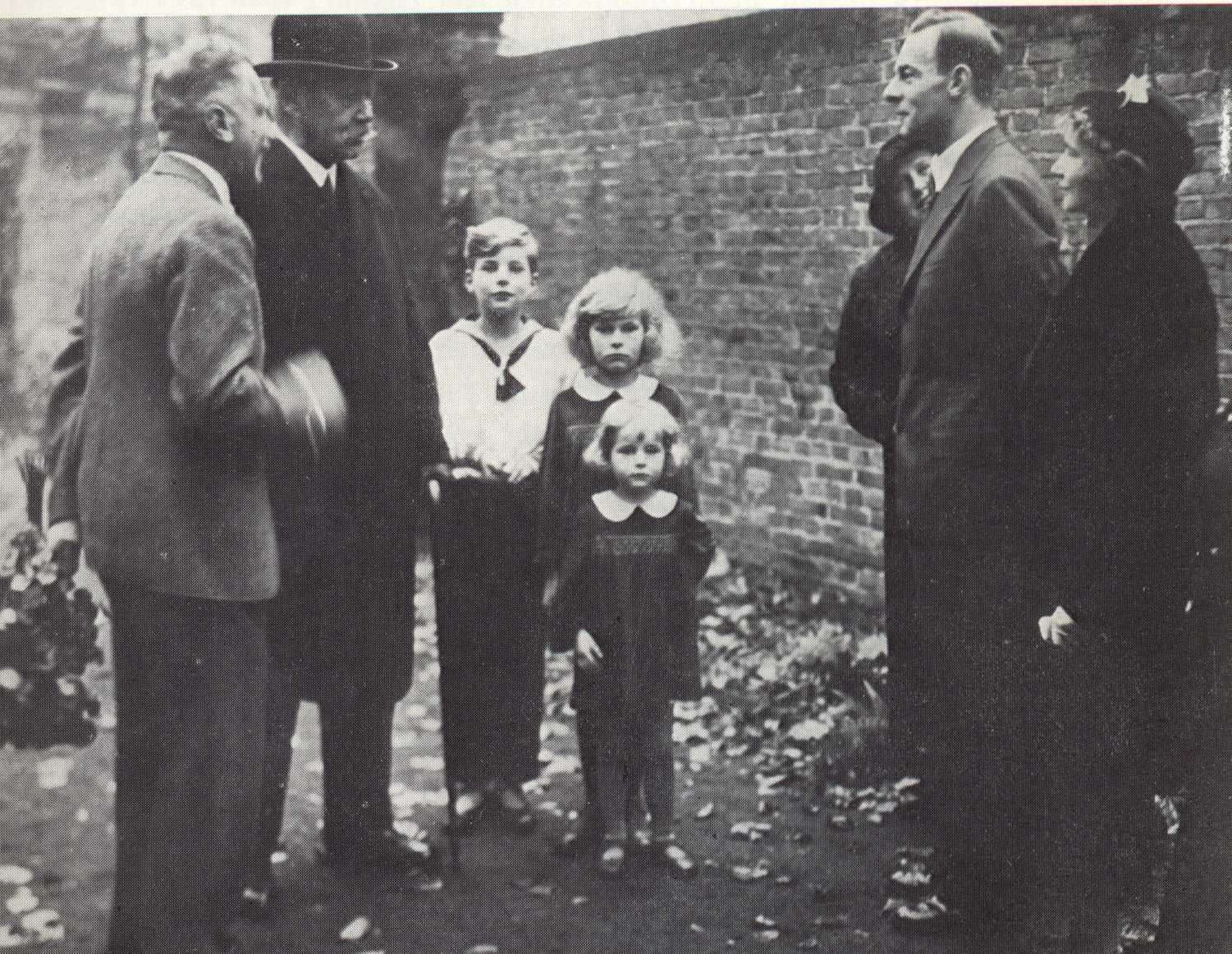
Tschirschky (rechts) gratuliert Reichspräsident von Hindenburg zum 86. Geburtstag (1933). Von links nach rechts: Franz von Papen, Hindenburg, Tschirschkys Kinder, Tschirschky, seine Frau.

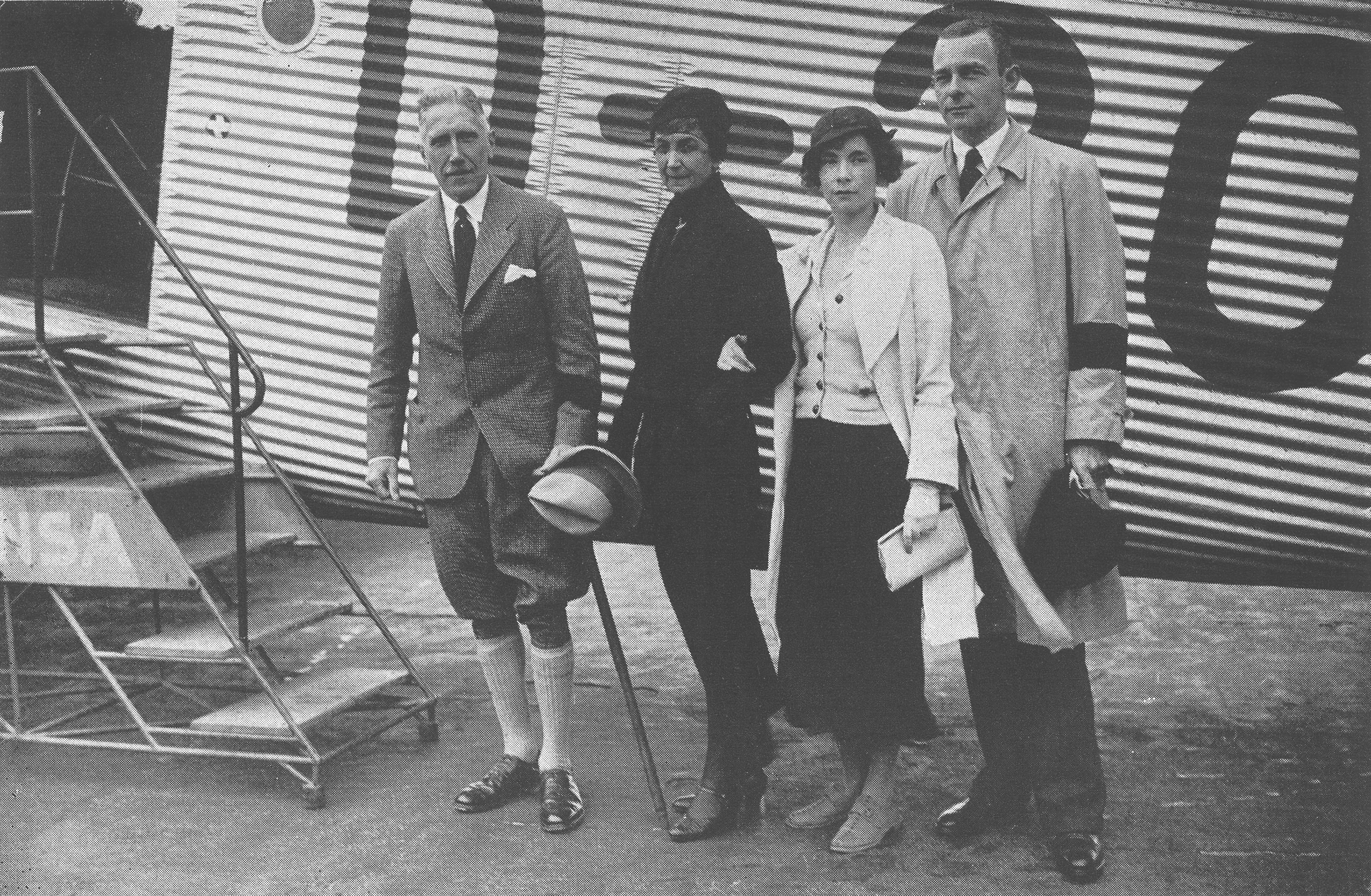
Fritz Günther von Tschirschky (rechts) im Juli 1934 nach seiner Ernennung zum Attaché an der deutschen Gesandtschaft in Wien. Außerdem im Bild: Franz von Papen, Martha von Papen und Maria von Tschirschky.

Ab 1933 war Tschirschky als Adjutant und Kulturreferent von Hitlers Vizekanzler Franz von Papen in der Vizekanzlei in Berlin tätig. Dort bildete er den Mittelpunkt einer oppositionellen Gruppe junger Mitarbeiter Papens (später als Edgar-Jung-Kreis bezeichnet), die dem Nationalsozialismus ablehnend gegenüberstanden und die Kanzlei als Ausgangsposition des Widerstands gegen den NS-Staat nutzten. In seinen Memoiren gab Tschirschky später an, seine Kollegen und er hätten bereits 1933 erkannt, „wohin Hitler Deutschland führen“ würde, und „aus dieser Erkenntnis heraus so gehandelt, wie wir glaubten handeln zu müssen.“
Die Stelle in der Vizekanzlei erhielt Tschirschky auf Vermittlung Nikolaus von Ballestrems, eines NS-skeptischen Industriellen, der eng mit Papen befreundet war. Ferdinand von Cramer schilderte das Kalkül, das Ballestrem und die hinter ihm stehenden Konservativen dazu veranlasste, Tschirschky in der Umgebung Papens zu platzieren: „Als Papen als Vizekanzler unter Hitlers Einfluss geriet bemühten sich die gemäßigte konservative Kreise aus denen Papen politisch stammte [...] einen Mann als unmittelbaren Vertrauten und Mitarbeiter Papens zu finden, der auf dessen schwankenden und Hitler ergebenen Charakter einzuwirken vermochte und der ihn in der klaren Beurteilung der zu befürchtenden politischen Entwicklung beeinflussen konnte.“
Zu der Gruppe um Tschirschky zählten unter anderen der Schriftsteller Edgar Jung, der als Theoretiker, und der Verwaltungsrat Herbert von Bose, der als Organisator der Gruppe galt. Die Gruppe entwickelte ehrgeizige Pläne, die in letzter Konsequenz darauf hinausliefen, die nationalsozialistische Umgestaltung des Deutschen Reiches „aufzufangen“ und in konservative Kanäle zu lenken: So sahen die Pläne der Tschirschky-Gruppe während der Staatskrise im Frühling 1934 vor, der nationalsozialistischen ersten Revolution eine konservative zweite Revolution nachzuschalten (vgl. Konservative Revolution).
Im Zuge dieser zweiten, „korrigierenden“ Umgestaltung des deutschen Staatswesens sollte Reichspräsident Paul von Hindenburg überzeugt werden, den Ausnahmezustand zu erklären, sodann die SA von der Reichswehr entwaffnet und ein Direktorium als neue Exekutive installiert werden. Diesem Direktorium sollten nach Tschirschkys Plänen die Generale Werner von Fritsch und Gerd von Rundstedt sowie die Politiker Hermann Göring, Hitler, Heinrich Brüning, Carl Friedrich Goerdeler und Papen angehören. Nach der kurzzeitigen Herrschaft dieses Gremiums auf diktatorialer Grundlage sollte die Rückkehr zu einer Monarchie auf parlamentarischer Basis vollzogen werden. Diese Pläne zerschlugen sich mit den Ereignissen der „Nacht der langen Messer“, in deren Zuge Jung und von Bose ermordet wurden. Tschirschky selbst wurde von der Gestapo verhaftet und in das Gestapo-Hauptquartier in der Prinz-Albrecht-Straße verschleppt, wo er die Ermordung Gregor Strassers miterlebte und letztmals mit Jung zusammentraf. Danach wurde er für einige Tage in das Konzentrationslager Lichtenburg bei Dessau eingewiesen, aus dem er auf Intervention von Papens und seines Onkels Johan Paul van Limburg Stirum, des niederländischen Botschafters in Berlin, freikam. Nach seiner Entlassung aus dem Konzentrationslager begleitete Tschirschky von Papen, der im Juli zum deutschen Botschafter in Österreich ernannt worden war, im August nach Wien.
Dort kam es Anfang 1935 zum Bruch zwischen Papen und Tschirschky, nachdem sich letzterer – überzeugt, dass seine Ermordung geplant sei, wie 1938 seinem Freund Wilhelm Freiherr von Ketteler tatsächlich widerfahren – geweigert hatte, sich einer Vorladung zum Verhör durch die Gestapo in Berlin zu stellen.

### Exil (1935–1952)
Nach seinem Ausscheiden aus dem Dienst an der Wiener Botschaft des Reiches wurde Tschirschky vorübergehend unter den Schutz der österreichischen Regierung gestellt. Danach emigrierte er über Paris nach London, wo er ab 1937 als Kaufmann tätig war. 1939 lebte Tschirschky einige Wochen lang als Nachbar des späteren Kriegspremierministers Winston Churchill in dem exklusiven Apartmenthaus Morphet Mansion gegenüber der Westminster-Kathedrale. Die Nacht des britischen Kriegseintritts am 3. September 1939 erlebte er zusammen mit Churchill im Luftschutzkeller des Gebäudes.
Während des Krieges ließ Tschirschky sich – obwohl er als anerkannter Gegner des Nationalsozialismus nicht den Internierungsvorschriften unterlag – von 1940 bis 1944 auf eigenen Wunsch internieren, da er fürchtete, seine in Deutschland zurückgebliebene Familie würde Probleme mit den Nationalsozialisten bekommen, wenn diese feststellen würden, dass er in England „frei herumlaufe“. Seine Internierung verbrachte er zunächst im Sammellager Campton Park und in einem provisorischen Lager in Mittelengland, danach in einem Lager bei Peel, einem kleinen Hafenort auf der Isle of Man.
Nach dem Krieg holte Tschirschky seine Familie nach London und arbeitete als Geschäftsmann. Im Londoner Büro des Verlegers John Holroyd-Reece war er mit dem Wiederaufbau des Tauchnitz-Verlags und mit Finanzberatungen befasst. Zu den Klienten des Büros gehörten unter anderen der britische Verleger und Politiker Harold Macmillan und der Vorsitzende des Zionistischen Weltkongresses Chaim Weizmann. Erst 1952 kehrte er endgültig nach Deutschland zurück, nachdem er 1947 während der Nürnberger Prozesse dort bereits als Zeuge im Strafverfahren gegen von Papen vernommen worden war.

### Tätigkeit in der Bundesrepublik Deutschland (1952–1980)
Ab 1952 gehörte Tschirschky als Legationsrat I. Klasse der Protokollabteilung des Auswärtigen Amtes an. 1955 war er der erste bundesdeutsche Diplomat, der in offizieller Mission nach Moskau reiste. Dort war er unter anderem für die Vorbereitungen des Besuchs von Konrad Adenauer in der sowjetischen Hauptstadt verantwortlich, der in diesem Jahr nach Moskau reiste, um über die Freilassung der letzten in sowjetischer Gewalt verbliebenen deutschen Kriegsgefangenen zu verhandeln. Tschirschky organisierte den abhörsicheren Zug, in dem die deutsche Delegation ihre Nachrichten- und Funkzentrale einrichtete, wie auch die Unterbringung des 120-Mann-Stabes des Bundeskanzlers in der sowjetischen Hauptstadt. Außerdem war er für das „Zeremoniell“, die Einhaltung der protokollarischen Form, während des Besuches verantwortlich.
In den späteren 1950er Jahren war er unter anderem an der deutschen Botschaft in London sowie als deutscher Konsul im nordfranzösischen Lille tätig.
1961 erwarb Tschirschky ein Grundstück in Reith bei Kitzbühel in Tirol, auf dem er ein 1964 fertiggestelltes Haus baute, in dem er und seine Frau die letzten Jahre ihres Lebens verbrachten. 1972 verfasste Tschirschky einen Memoirenband, der unter dem Titel „Erinnerungen eines Hochverräters“ veröffentlicht wurde.
Tschirschky gehörte als Protestant seit den 1920er Jahren dem Johanniterorden an. Am 20. Juli 1933 bekam er zudem den katholischen Silvesterorden verliehen. Die Ehrung erfolgte während eines Besuchs im Vatikan anlässlich der Verhandlungen über den Abschluss des Reichskonkordats und wurde durch den damaligen Kardinalstaatssekretär Pacelli (später Papst Pius XII.) vorgenommen.

## Schriften
- Erinnerungen eines Hochverräters, Deutsche Verlagsanstalt, Stuttgart 1972, ISBN 3-421-01602-X.